# Egzibicionizam
Egzibicionizam ili Ekshibicionizam (lat. exhĭbēre, pokazati) je težnja za vlastitim pokazivanjem, isticanjem samog/e sebe, ali i seksualno nastrano ponašanje koje se očituje pokazivanjem dijelova tijela ili spolnih organa drugim ljudima pri čemu eksibicionisti postižu spolni užitak i zadovoljavanje, koje u najtežim slučajevima može biti popraćeno masturbacijom.
Termin egzibicionizam u medicinu je uveo Ernest-Charles Lasègue, francuski internist 1877. godine u Les Exhibitionnistes, Union médicale.
Neki čak smatraju žene "latentnim ekshibicionistima" zbog namjernog eksponiranja dijelova tijela tijesnom, kratkom ili prozirnom odjećom, dubokim dekolteima.
Pravi ekshibicionizam je daleko češći kod muškaraca i vrlo često je simptom nekog već postojećeg poremećaja.
Medicina svrstava ovo oboljenje u parafilije, kategoriju srodnih duševnih poremećaja u grupi poremećaja spolne sklonosti.
Uglavnom egshibicionizam je seksualno zadovoljavanje i teški poremećaj većinom kod muškaraca.
Egshibistima je to spolni užitak koji može dovesti do masturbacije pa čak i do spolnog odnosa.